# Sparkassen Cup 2002
Lo Sparkassen Cup 2002 è stato un torneo femminile di tennis giocato sul sintetico indoor. È stata la 12ª edizione del torneo, che fa parte della categoria Tier II nell'ambito del WTA Tour 2002. Si è giocato a Lipsia in Germania, dal 23 al 29 settembre 2002.

## Campionesse

### Singolare
Serena Williams ha battuto in finale  Anastasija Myskina con il punteggio di 6–3, 6–2

### Doppio
Serena Williams /  Alexandra Stevenson hanno battuto in finale  Janette Husárová /  Paola Suárez con il punteggio di 6–3, 7–5